# Religion en Zambie

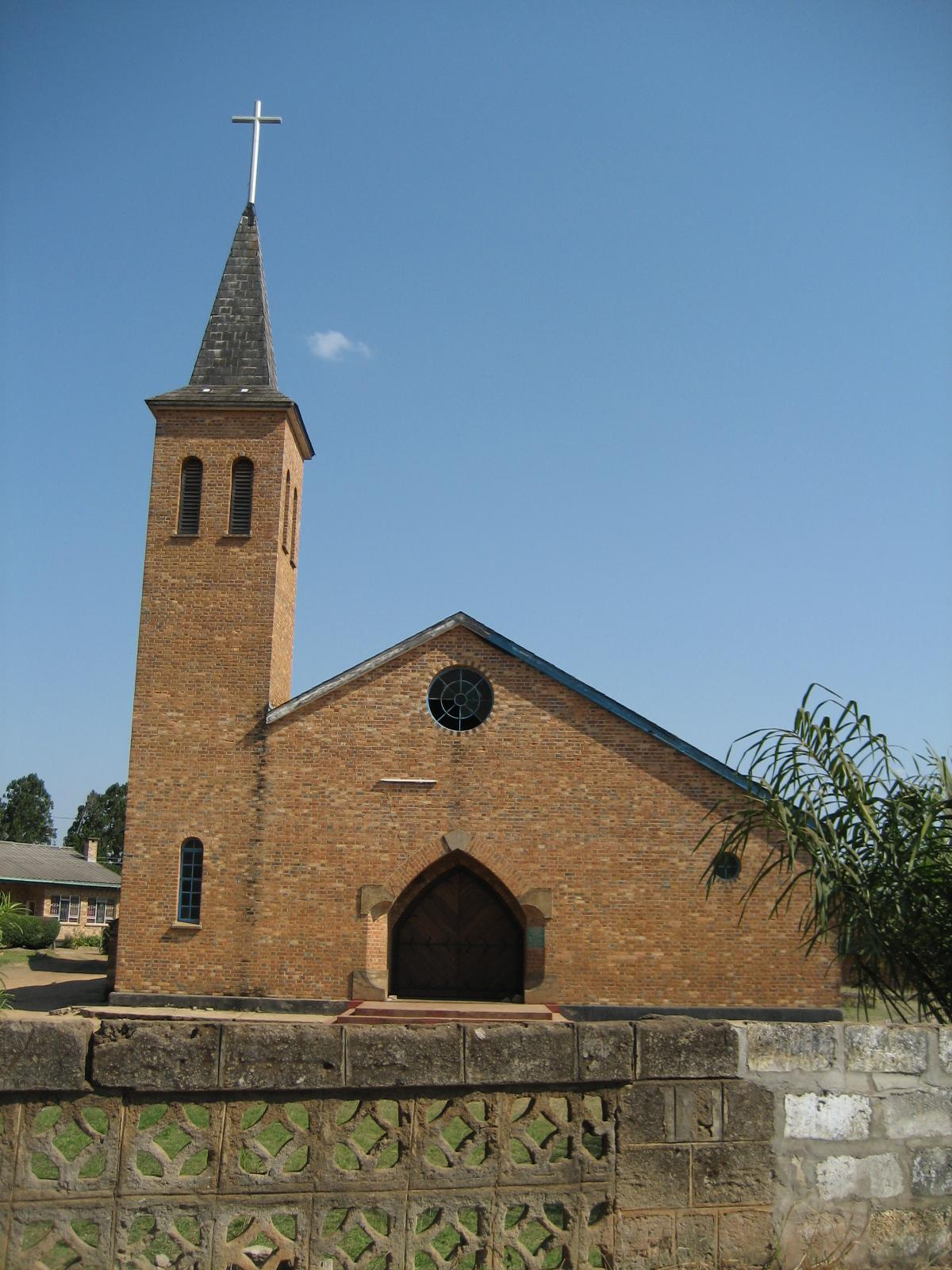
Église catholique à Mansa

La Zambie (19 millions de Zambiens en 2022) est officiellement une nation chrétienne d'après la Constitution de 1996.
Environ 97 % des Zambiens sont chrétiens. On retrouve également de petites communautés musulmanes et juives, notamment dans les grandes villes.

## Christianisme: 95%
- Christianisme en Zambie (en)

### Protestantisme: 75%
- Église réformée en Zambie (en) (500 000)
- Église unie de Zambie (en) (3 millions d'adeptes)
- Église évangélique luthérienne de Zambie (en) (5 600)
- Église presbytérienne d'Afrique centrale - Synode de Zambie (en) (65 000)
- Église de la Province anglicane d'Afrique centrale (en) (600 000)

### Christianisme évangélique

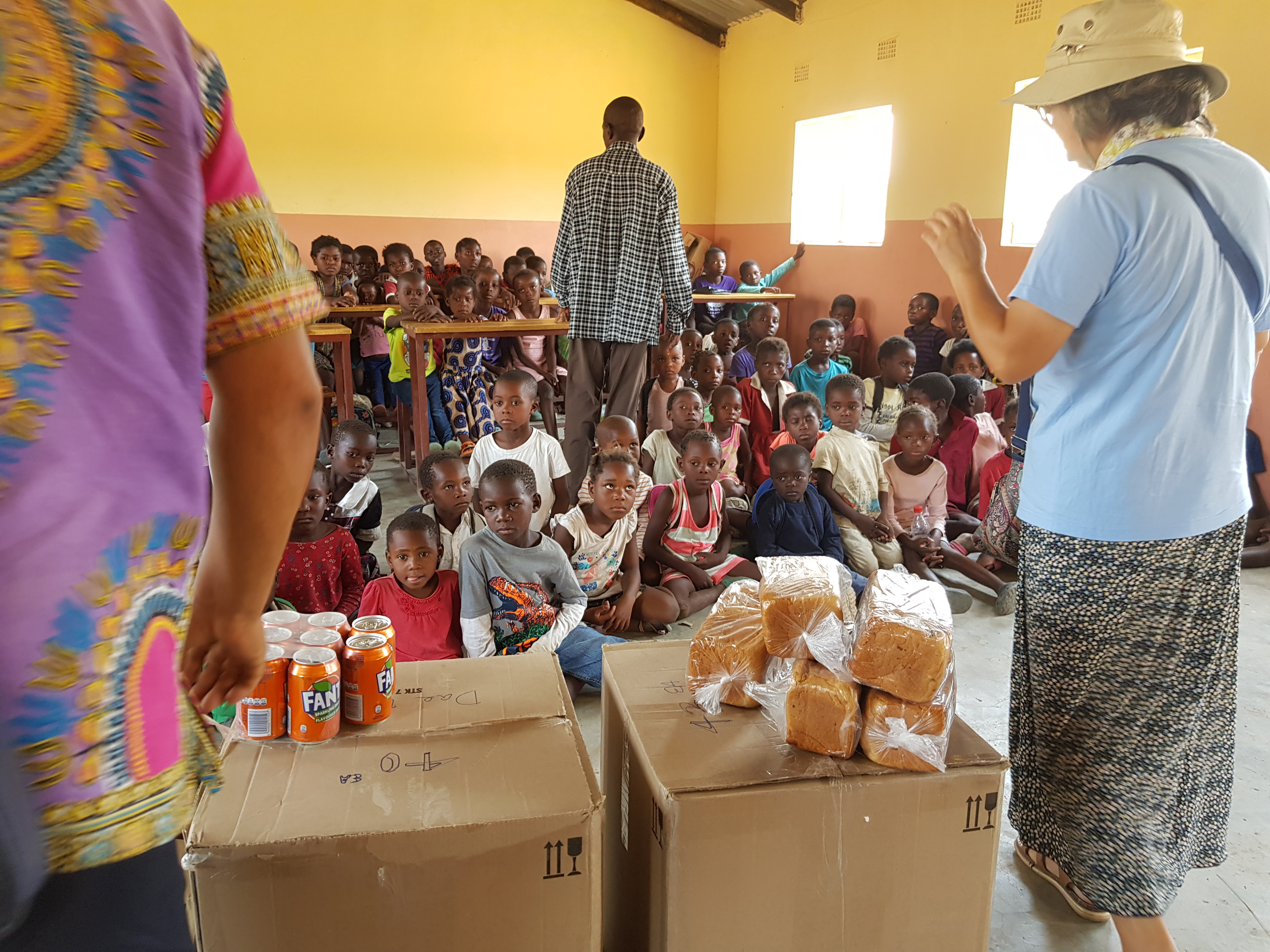
Missionnaires coréens distribuant de la nourriture aux enfants d'un village (2019).

L’Union baptiste de Zambie a été officiellement fondée en 1975 . En 2017, elle compterait 1.150 églises et 170.000 membres .

### Témoins de Jéhovah
Les Témoins de Jéhovah attestent la présence 191 982 fidèles actifs ainsi que de 3 519 assemblées dans le pays en 2021.

## Religions traditionnelles africaines
- Religions traditionnelles africaines

## Autres spiritualités
- Hindouisme (0,2 %)
- Judaïsme
- Bahaïsme (4 000 ?)
- Église de Lumpa (en)
- Irréligion, athéisme, indifférentisme (< 2 %)